# Castelo Crawford

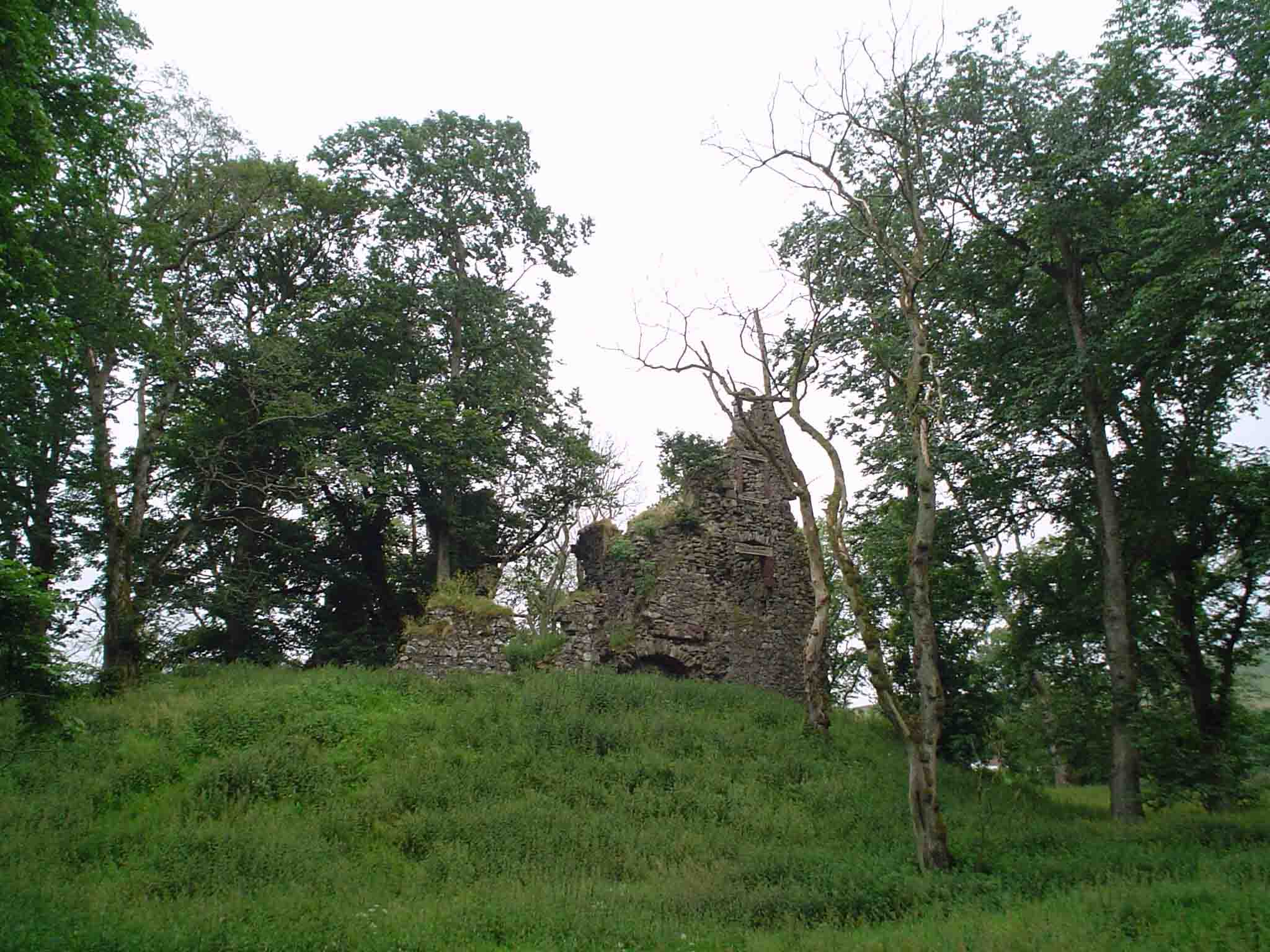
Ruínas do Castelo Crawford, Escócia.

O Castelo Crawford (em língua inglesa Crawford Castle) é um castelo atualmente em ruínas localizado em South Lanarkshire, Escócia.
Encontra-se classificado na categoria "B" do "listed building" desde 12 de janeiro de 1971.